# Analog Devices
Analog Devices est une entreprise américaine fondée en 1965 à Cambridge.
Elle est spécialisée dans la conception, la fabrication et la commercialisation d'équipements destinés à la production de circuits intégrés et de composants semi-conducteurs.
En 2022, le groupe réalise la majorité de son chiffre d'affaires en Asie, ses premiers clients étant en Chine (28,1%), à Taïwan (24,3%) et en Corée (17,1%).
Son siège est situé à Norwood dans le Massachusetts.

## Production
- Circuits intégrés analogues : convertisseurs, amplificateurs, systèmes MEMS, circuits intégrés radiofréquences, etc.)
- Circuits intégrés numériques.

## Histoire
En 1961, deux diplômés du MIT, Ray Stata, Matthew Lorber créent Solid State Instruments avec William Linko. La société vivotait mais fût rachetée par Kollmorgen avec une obligation pour les fondateurs de rester deux ans. Ray Stata et Matthew Lorber mirent à profit ces deux années pour préparer la création d'une nouvelle société. Cette expérience leur permit de voir qu'il y avait une opportunité sur le marché émergent des amplificateurs opérationnels qu'ils utilisaient pour les produits développés par Solid State Instruments,.
C'est ainsi qu'en 1965 Ray Stata et Matthew Lorber créent Analog Devices avec pour objectif le marché des amplificateurs opérationnels où il y a peu de concurrence. Le modèle 101 sort la même année, c'est un amplificateur opérationnel fait à partir de composants discrets assemblés à la main dans un boitier. En avril 1967, le premier numéro d'Analog Dialogue est publié. Ce journal périodique est composé d'articles techniques permettant de mettre en avant les produits de la société. Il est toujours publié aujourd'hui.
La société prospère rapidement le chiffre d'affaires atteint 5,7 millions de dollars en 1968. En 1969 le capital de la société s'ouvre aux investisseurs et l'introduction en bourse suit. Matthew Lorber quitte la société et Ray Stata, actionnaire majoritaire nomme un nouveau PDG, cela ne fonctionne pas et en 1970 il prend la présidence de la société, fonction qu'il ne quittera qu'en 1996.
En 1969, Ray Stata souhaite que la société se lance dans les circuits intégrés, technologie qui commence à croître à la fin des années 1960 (l'Apollo Guidance Computer utilisait les premiers circuits intégrés de Fairchild). Mais le conseil d'administration refuse cette importante prise de risque. Pour contourner ce refus, Stata ruse et investi personnellement dans une start-up de fabrication de circuits intégrés, Nova Devices. Une possibilité de rachat complet de la start-up par Analog Devices était prévue avec l'investissement si la société fonctionnait. Nova Devices fut rachetée par Analog Devices en 1971 et devient sa division semi-conducteurs,. Analog Devices possède donc une première usine de fabrication.
Toujours en 1969, Analog Devices fait l'acquisition de Pastoriza Electronics, société pionnière dans les convertisseurs analogique-numérique.

### Développement de la fabrication des semi-conducteurs
À partir des années 1960, les premiers circuits intégrés se développent en utilisant la technique bipolaire à base de jonctions P-N et de transistors NPN. Les premiers convertisseurs analogique-numériques utilisent une architecture R-2R ladder à base de résistances. Precision Monolithics sort un premier convertisseur 6 bits monolithique, le DAC01 en 1969. Et un convertisseur 10 bits en 1970. Ces convertisseurs utilisent des résistances conçues de la même manière que les jonctions P-N (diffused resistor).

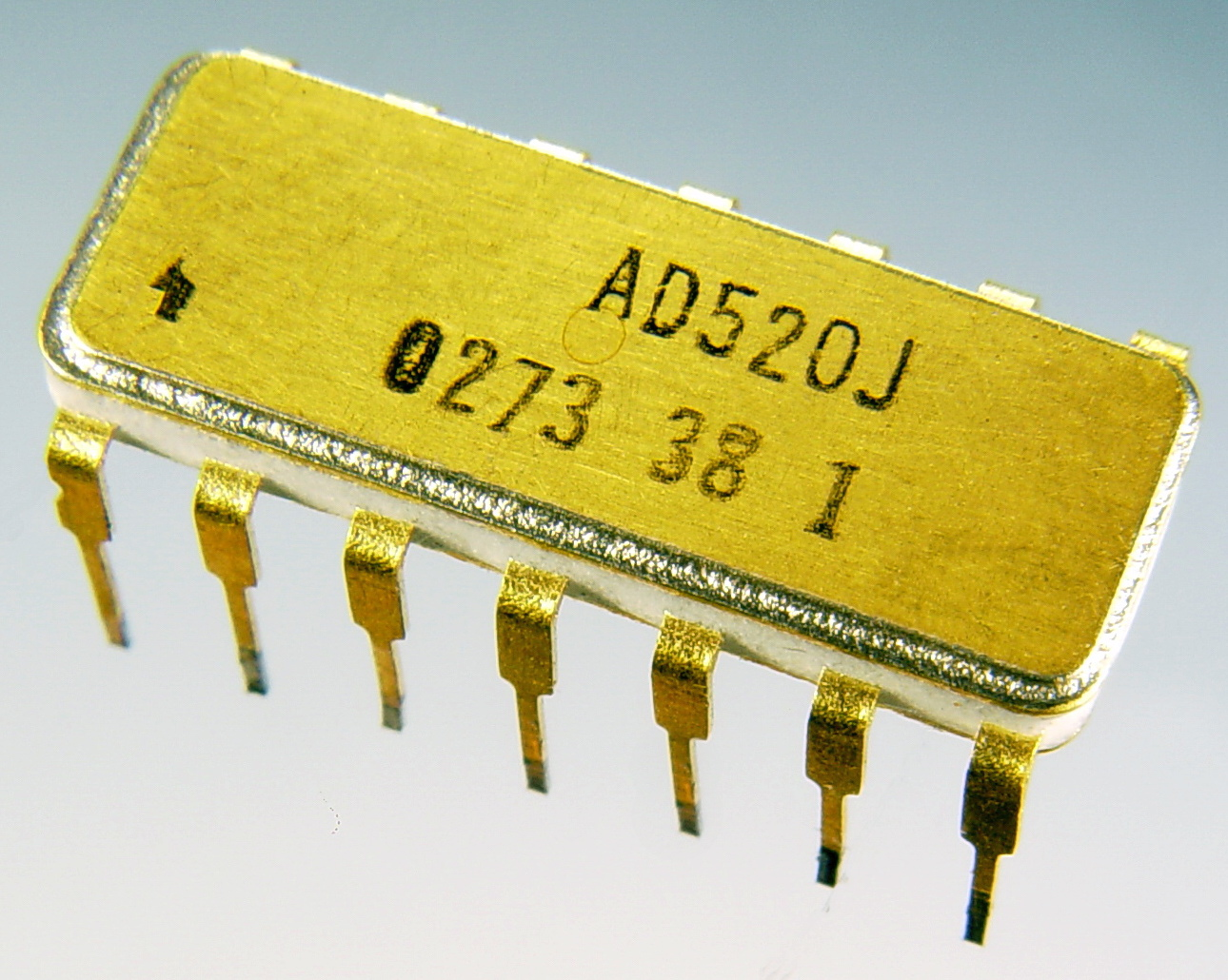
Amplificateur AD520

Analog Devices explore une autre manière de fabriquer ces résistances avec le dépôt d'un film qui sera taillé au laser. Cette technique, thin film resistor laser trimming, développée tout au long des années 1970, en commençant par James Pastoriza, permet la réalisation de résistances très précises et de petite taille contrairement à la technique de Precision Monolithics qui nécessite des résistances plus grandes pour atteindre la même précision. Cette technique permet donc une réduction des coûts des convertisseurs ainsi que la diminution de leur taille. En 1971 sort l'amplificateur opérationnel AD501, premier composant d'Analog Devices utilisant cette technique, puis l'amplificateur d'instrumentation AD520 en 1974 et enfin un convertisseur 10-bit en 1976 avec l'AD561,,.

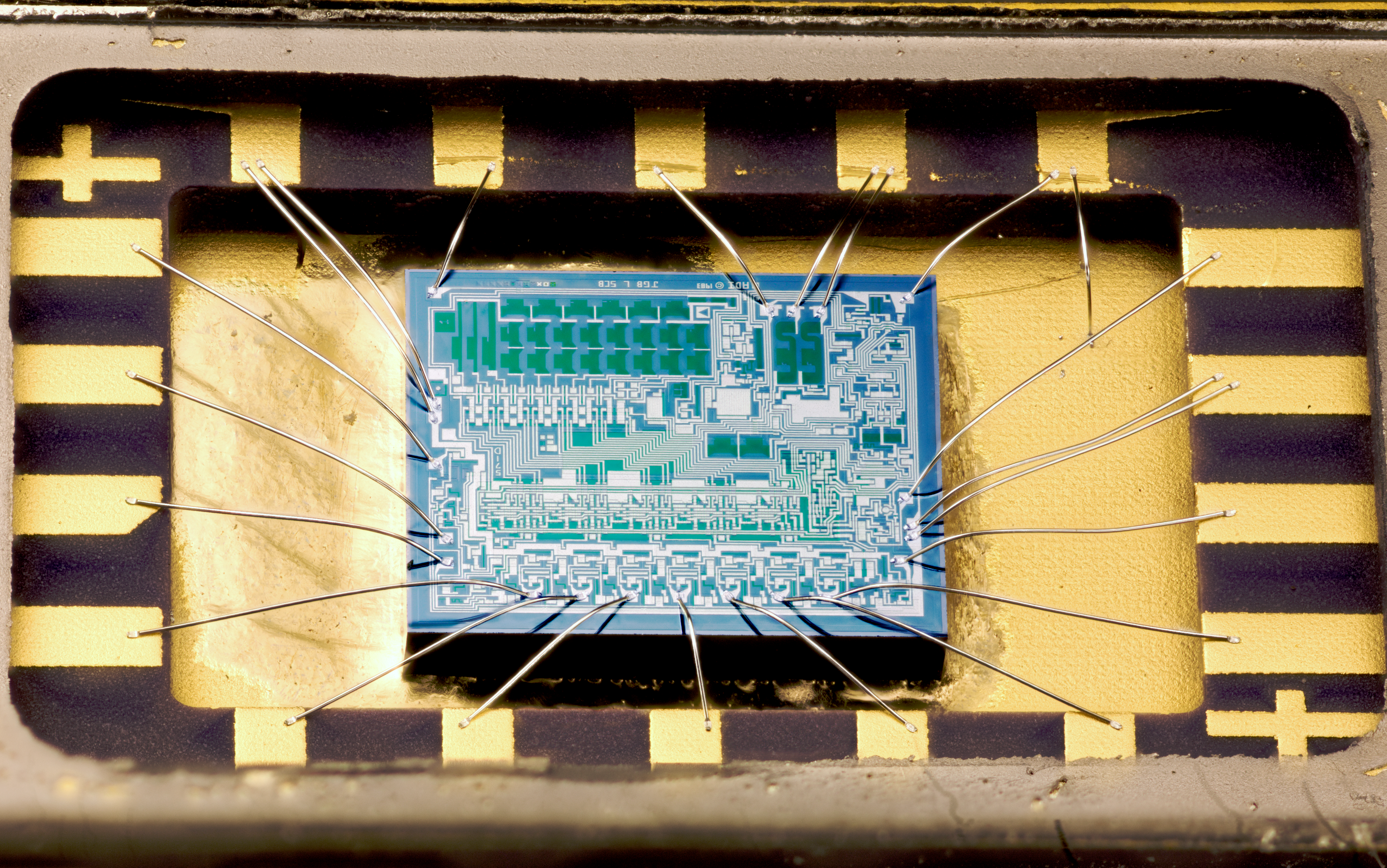
Die de l'AD571

En 1969 un module convertisseur SAR 12 bits Pastoriza ADC12U, de la taille d'une main, coûtait environ 800 dollars. En 1978, l'AD571, convertisseur SAR 10 bits, coûte environ 24 dollars et fait la taille d'un pouce.
En 1973, Analog Devices sort un convertisseur 10 bits monolithique en process CMOS, l'AD7520, conçu par Jim Cecil, qui prendra la tête de la division CMOS, et Hank Krabbe,.
En 1976, Analog Devices ouvre une usine de fabrication à Limerick en Irlande. Première usine de fabrication de semi-conducteurs d'Irlande, cette installation s'est faite avec l'aide de l'état irlandais. Cette usine fonctionne toujours aujourd'hui et fait partie des deux sites de production d'Analog Devices avec l'usine issue de Nova Devices.
En 1977 le chiffre d'affaires atteint environ 50 millions de dollars.

### Intégration verticale
Au début des années 1970, de nombreuses entreprises développent le concept d'intégration verticale. Étant fournisseur de composants de base, le but est de proposer à ses clients des cartes d'acquisition voire des systèmes d'acquisition complet. C'est ainsi qu'est créé en 1973 le département Systems Development Group (SDG), renommé Measurement and Control Products group (MCP) en 1975, avec à sa tête un ingénieur norvégien, Ivar Wold.
En 1978 sort le MACSYM II, un ordinateur couplé à un rack accueillant des cartes d'acquisitions à l'arrière. Innovant pour l'époque du fait de sa petite taille et la possibilité d'évolution avec l'ajout de nouvelles cartes d'entrées/sorties (cela ressemble à un système PXI actuel ou une centrale d'acquisition). Plusieurs types de cartes sont proposés pour de l'acquisition numérique, analogique ou pour les thermocouples. Le MACSYM se programme en MACBASIC.
Le MACSYM II rencontre un certain succès et de nouvelles déclinaisons sont proposées en 1982 avec le MACSYM 350 et en 1984 les MACSYM 120 et 260. Mais l'avènement des ordinateurs personnels à la fin des années 1970 et leur succès important au milieu des années 1980 ainsi que le développement de périphériques d'acquisition sonnera la fin des MACSYM en 1989.
Parallèlement sortent des cartes d'acquisition autonomes (avec un microcontrôleur mais sans écran) : la gamme µMAC. Le µMAC-4000 sort en 1981, il consiste en une carte principale comprenant un microprocesseur Intel 8085A, 12 entrées analogiques reliées à un amplificateur à gain programmable et un ADC, 36 entrées et sorties numériques, un port série ainsi qu'un port d'extension permettant de brancher des cartes d'entrées/sorties additionnelles. Un système à base de µMAC-4000 peut avoir jusqu'à 384 canaux analogiques et 512 canaux numériques.
En 1983 sort le µMAC-5000, évolution basée sur le Intel 8088 et compatible avec les cartes d'extensions déjà existantes. Il se programme en µMACBASIC, déclinaison du langage BASIC.

### Avènement des processeurs numériques de signal (DSP)
Avec le développement des MOSFET dans les années 1970, le traitement numérique s'est développé. À la fin des années 1970 et au début des années 1980, les premiers DSP sortent : AT&T DSP1 (en) (1979) et NEC µPD7720 (en) (1981) ainsi que le premier DSP fondé sur l'architecture de type Harvard, le Texas Instruments TMS32010 (1982).

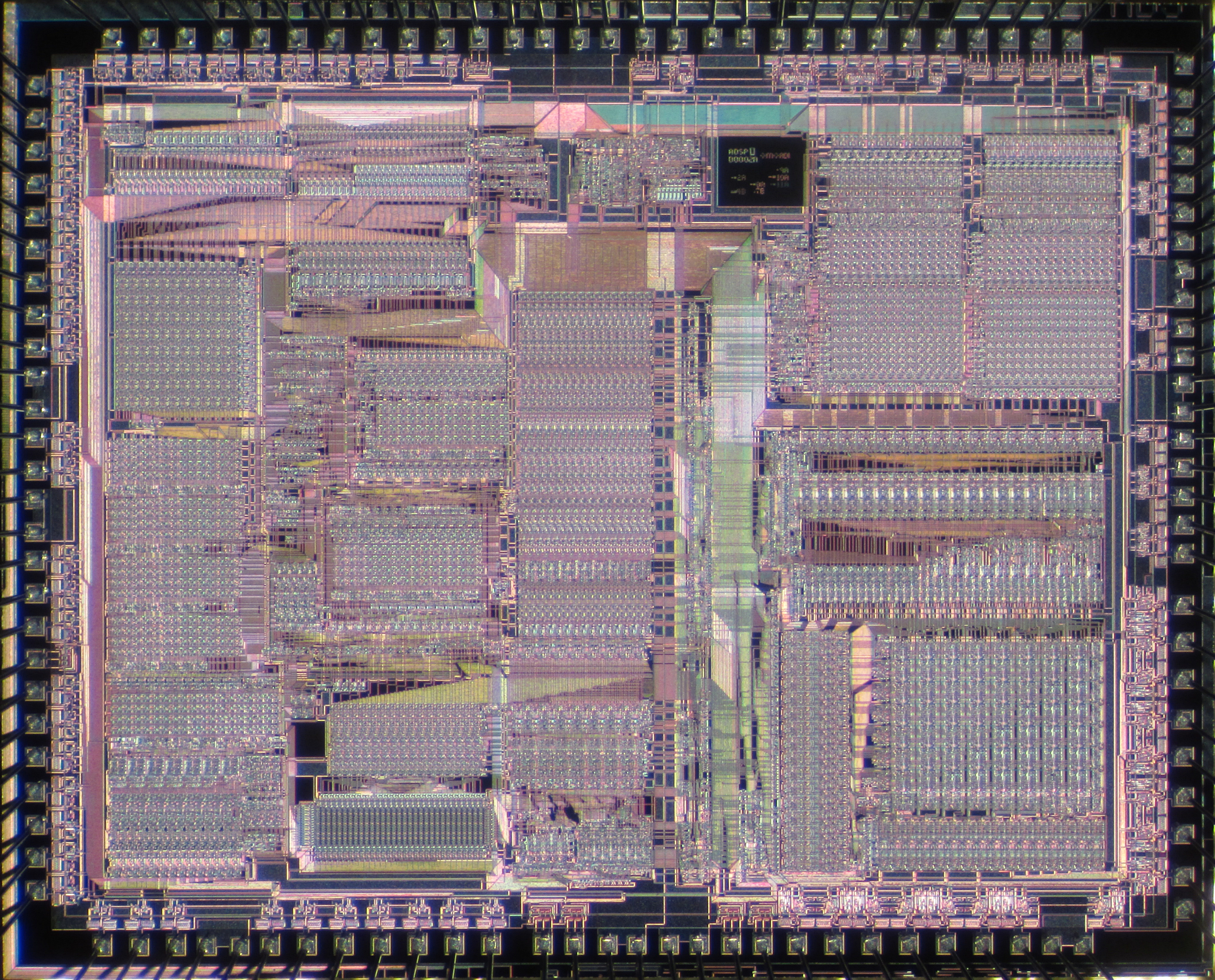
Die de l'ADSP-2100A

Si Analog Devices sort des multiplicateurs ADSP-1080 (8x8 bits) et ADSP-1016 (16x16 bits) en 1983, ils ne sont pas programmables ni assimilables à des processeurs. Le premier DSP programmable d'Analog Devices est le ADSP-2100 sorti en 1986. Analog Devices ne fait donc pas partie des sociétés pionnières et pour se différencier met l'accent sur des composants à faible consommation,.
L'ADSP-2100 est gravé avec une finesse de 1,5 µm et consomme moins de 0,5W pour une fréquence de 8 MHz. Néanmoins la consommation est à pondérer du fait un choix particulier d'Analog Devices pour ce composant : il ne contient pas de mémoire interne pour stocker les données ou le programme. Il faut donc ajouter des mémoires externes mais cela permet d'optimiser le die pour le calcul.
En 1988, une version améliorée, ADSP-2100A, est commercialisée. Elle est gravée en 1 µm et profite d'une augmentation de la fréquence à 12,5 MHz. Suivi en 1989 de l'ADSP-2101 qui reprend le cœur de l'ADSP-2100 mais rajoute de la mémoire interne (1Kb pour les données et 2Kb pour le programme) tout en conservant la possibilité d'utiliser de la mémoire externe.

### Histoire récente
En juin 2014, Analog Devices acquiert Hittite Microwave, spécialisée dans l'électronique des ondes radios, pour 2 milliards de dollars.
En juillet 2016, Analog Devices annonce l'acquisition de Linear Technology pour 14,8 milliards de dollars.
En juillet 2020, Analog Devices est en négociation exclusive pour acquérir pour 17,1 milliards de dollars Maxim Integrated, une entreprise de plus de 7 000 personnes.

## Acquisitions
Au fil des ans, Analog Devices a acquis de nombreuses sociétés pour consolider des compétences ou acquérir de nouvelles technologies.
| Date              | Société acquise                              | Compétence           | Coût                      |
| ----------------- | -------------------------------------------- | -------------------- | ------------------------- |
| 1969              | Pastoriza Electronics                        | ADC                  |                           |
| 1971              | Nova Devices                                 |                      |                           |
| 1978              | Computer Labs                                | High-speed converter |                           |
| 1984              | International Imaging Systems                |                      |                           |
| 8 août 1990       | Precision Monolithics, Inc (PMI)             | DAC                  | 60,5 millions de dollars  |
| Août 1991         | Edsun Laboratories                           | VGA DAC              |                           |
| 1er juillet 1996  | Mosaic Microsystems Ltd.                     |                      |                           |
| Décembre 1997     | Medialight Inc.                              | ADSL                 |                           |
| 25 février 1999   | Edinburgh Portable Compilers                 | DSP                  | 23 millions de dollars    |
| 25 février 1999   | White Mountain DSP Inc.                      | DSP                  | 23 millions de dollars    |
| 21 août 2000      | BCO Technologies plc (BCO)                   | Wafer SOI            | 150 millions de dollars   |
| 31 octobre 2000   | Thomas Neuroth AG (Neuroth)                  | SDSL                 | 4,5 millions de dollars   |
| 10 novembre 2000  | Signal Processing Associates Pty. Ltd. (SPA) |                      | 3,8 millions de dollars   |
| 8 décembre 2000   | Integrated Micro Instruments (IMI)           | MEMS                 | 1,9 million de dollars    |
| 4 janvier 2001    | ChipLogic, Inc. (ChipLogic)                  |                      | 98,6 millions de dollars  |
| 16 janvier 2001   | Staccato Systems, Inc. (Staccato)            |                      | 24 millions de dollars    |
| Mai 2006          | TTPCom Limited - Division logiciel GSM/GPRS  |                      | 23 millions de dollars    |
| 31 juillet 2006   | Integrant Technologies Inc. (Integrant)      |                      | 127 millions de dollars   |
| 18 septembre 2006 | AudioAsics A/S (AudioAsics)                  |                      | 19 millions de dollars    |
| 13 juin 2011      | Lyric Semiconductor, Inc                     |                      |                           |
| septembre 2014    | Metroic                                      |                      |                           |
| 9 juin 2015       | Hittite Microwave Corp.                      |                      | 2 milliards de dollars    |
| 17 mars 2016      | SNAP Sensor SA                               |                      |                           |
| 26 juillet 2016   | Linear Technology Corp.                      |                      | 14,8 milliards de dollars |
| 18 août 2016      | Sypris Electronics LLC                       |                      |                           |
| 30 mars 2017      | OneTree Microdevices                         |                      |                           |
| 8 mars 2018       | Symeo GmbH                                   |                      |                           |
| 16 mai 2018       | OtoSense                                     |                      |                           |
| 29 octobre 2019   | Test Motors                                  |                      |                           |

## Actionnaires
Liste des principaux actionnaires au 13 novembre 2021 :
| Capital Research & Management         | 6,00 % |
| The Vanguard Group                    | 5,53 % |
| JPMorgan Investment Management        | 4,65 % |
| SSgA Funds Management                 | 2,37 % |
| Massachusetts Financial Services (en) | 2,07 % |
| Fidelity Management & Research        | 1,76 % |
| Franklin Advisers                     | 1,68 % |
| BlackRock Fund Advisors               | 1,51 % |
| Lazard Asset Management               | 1,50 % |
| Wells Fargo Clearing Services         | 1,11 % |